# Lonicera rhytidophylla
Lonicera rhytidophylla là một loài thực vật có hoa trong họ Kim ngân. Loài này được Hand.-Mazz. mô tả khoa học đầu tiên năm 1936.